# Леренштајнсфелд
Леренштајнсфелд (њем. Lehrensteinsfeld) општина је у њемачкој савезној држави Баден-Виртемберг. Једно је од 46 општинских средишта округа Хајлброн. Према процјени из 2010. у општини је живјело 2.166 становника. Посједује регионалну шифру (AGS) 8125057.

## Географски и демографски подаци
Леренштајнсфелд се налази у савезној држави Баден-Виртемберг у округу Хајлброн. Општина се налази на надморској висини од 220 метара. Површина општине износи 6,2 km². У самом мјесту је, према процјени из 2010. године, живјело 2.166 становника. Просјечна густина становништва износи 348 становника/km².